# Saison 2008-2009 des Celtics de Boston
La saison 2008-2009 des Celtics de Boston est la 63e saison de basket-ball de la franchise américaine de la National Basketball Association (généralement désignée par le sigle NBA).
Ils démarrent la saison en tant que champions en titre, puisqu'ils ont battu les Lakers de Los Angeles lors des Finales NBA 2008, remportant leur 17e titre NBA. Ils ont réalisé une série de 19 victoires consécutives, ce qui constitue un record de franchise, dernièrement établi en 1981-1982.
L'ailier fort de l’équipe, Kevin Garnett, s'est blessé en février. Sans Garnett, l'équipe a perdu contre le Magic d'Orlando en demi-finale de conférence en sept matchs, les éliminant des playoffs.

## Draft
| Tour | Choix | Joueur        | Poste | Nationalité | Provenance       |
| ---- | ----- | ------------- | ----- | ----------- | ---------------- |
| 1    | 30    | J. R. Giddens | SG    | États-Unis  | New Mexico       |
| 2    | 60    | Semih Erden   | C     | Turquie     | Fenerbahçe Ülker |

## Historique

### Saison régulière
Champions en titre, les Celtics de Boston reçoivent en début de saison les bagues de champion NBA et étendent une 17e bannière dans le TD Garden. L'apport des deux recrues J. R. Giddens et Semih Erden n'est pas important, mais cela n'empêche pas la franchise de réaliser le meilleur début de saison de son histoire avec 27 victoires lors des 29 premières rencontres de la saison. Avec une série de 19 succès de rang, l'équipe bat le record de l'histoire de la franchise. Cette série s'arrête par une défaite le 25 décembre 2009. Après un enchaînement de 8 défaites lors des 10 rencontres suivant lors de la période de Noël, les Celtics de Boston entament une nouvelle série de douze victoires consécutives.
Les Lakers de Los Angeles mettent fin à cette série en dominant les Celtics après prolongations. 
L'équipe termine avec le deuxième meilleur bilan de la conférence Est avec 62 victoires pour 20 défaites, soit quatre victoires de moins que les Cavaliers de Cleveland emmenés par le meilleur joueur de la saison LeBron James. Boston est donc qualifié pour les playoffs pour la deuxième fois consécutivement.
Régulièrement meilleur marqueur des Celtics, Paul Pierce reste le capitaine de l'équipe. Meneur titulaire All-Star, Rajon Rondo réalise des performances de très haut niveau avec notamment les deux premiers triple-double de sa carrière le 3 décembre 2008 et le 12 février 2009. Il bat même son record de points le jour de son anniversaire.

### Playoffs
Opposée aux Bulls de Chicago, la franchise de Boston est poussée dans une septième match décisif à la suite de trois défaites en prolongations. Le sixième match de la série est particulièrement serré puisque les Bulls gagnent la partie 128 à 127 après trois prolongations de cinq minutes malgré les 51 points de Ray Allen. À domicile, les Celtics remportent la manche décisive sur le score de 109 à 99.
Le Magic d'Orlando et son pivot star Dwight Howard sont les adversaires de Boston lors de la demi-finale de conférence Est. Une nouvelle fois, les deux équipes sont dos à dos trois victoires partout et l'on doit jouer un match décisif au TD Garden. Dominateur aux rebonds, les Celtics se montrent maladroits lors du match 7 avec seulement 39,2 % de réussite aux tirs et s'inclinent largement 101 à 82

## Classements de la saison régulière
| Conférence Est | Conférence Est         | Conférence Est | Conférence Est | Conférence Est |
| No             | Franchise              | Vic.           | Déf.           | PCT            |
| -------------- | ---------------------- | -------------- | -------------- | -------------- |
| 1              | Cavaliers de Cleveland | 66             | 16             | .805           |
| 2              | Celtics de Boston      | 62             | 20             | .756           |
| 3              | Magic d'Orlando        | 59             | 23             | .720           |
| 4              | Hawks d'Atlanta        | 47             | 35             | .573           |
| 5              | Heat de Miami          | 43             | 39             | .524           |
| 6              | 76ers de Philadelphie  | 41             | 41             | .500           |
| 7              | Bulls de Chicago       | 41             | 41             | .500           |
| 8              | Pistons de Détroit     | 39             | 43             | .476           |
|                |                        |                |                |                |
| 9              | Pacers de l'Indiana    | 36             | 46             | .439           |
| 10             | Bobcats de Charlotte   | 35             | 47             | .427           |
| 11             | Nets du New Jersey     | 34             | 48             | .415           |
| 12             | Bucks de Milwaukee     | 34             | 48             | .415           |
| 13             | Raptors de Toronto     | 33             | 49             | .402           |
| 14             | Knicks de New York     | 32             | 50             | .390           |
| 15             | Wizards de Washington  | 19             | 63             | .232           |

| Division Atlantique   | V  | D  | PCT  | GB |
| --------------------- | -- | -- | ---- | -- |
| Celtics de Boston     | 62 | 20 | .756 | -  |
| 76ers de Philadelphie | 41 | 41 | .500 | 21 |
| Nets du New Jersey    | 34 | 48 | .415 | 28 |
| Raptors de Toronto    | 33 | 49 | .402 | 29 |
| Knicks de New York    | 32 | 50 | .390 | 30 |

## Statistiques

### Saison régulière
| Joueur           | MJ | MC | MPG  | FG%  | 3P%  | FT%  | RPG | APG | SPG  | BPG  | PPG  |
| ---------------- | -- | -- | ---- | ---- | ---- | ---- | --- | --- | ---- | ---- | ---- |
| Ray Allen        | 79 | 79 | 36.4 | .480 | .409 | .952 | 3.5 | 2.8 | 0.87 | 0.16 | 18.2 |
| Tony Allen       | 46 | 2  | 19.3 | .482 | .222 | .725 | 2.3 | 1.4 | 1.17 | 0.50 | 7.8  |
| Glen Davis       | 76 | 16 | 21.5 | .442 | .400 | .730 | 4.0 | 0.9 | 0.70 | 0.25 | 7.0  |
| Kevin Garnett    | 57 | 57 | 31.1 | .531 | .250 | .841 | 8.5 | 2.5 | 1.11 | 1.19 | 15.8 |
| J. R. Giddens    | 6  | 0  | 1.3  | .667 | .000 | .000 | 0.5 | 0.0 | 0.17 | 0.00 | 0.7  |
| Eddie House      | 81 | 0  | 18.3 | .445 | .444 | .792 | 1.9 | 1.1 | 0.75 | 0.09 | 8.5  |
| Stephon Marbury  | 23 | 4  | 18.0 | .342 | .240 | .462 | 1.2 | 3.3 | 0.43 | 0.13 | 3.8  |
| Mikki Moore      | 24 | 0  | 19.0 | .600 | .000 | .737 | 4.4 | 1.0 | 0.17 | 0.21 | 4.8  |
| Patrick O'Bryant | 26 | 0  | 4.2  | .516 | .000 | .667 | 1.3 | 0.3 | 0.12 | 0.31 | 1.5  |
| Kendrick Perkins | 76 | 76 | 29.6 | .577 | .000 | .600 | 8.1 | 1.3 | 0.29 | 1.97 | 8.5  |
| Paul Pierce      | 81 | 81 | 37.5 | .457 | .391 | .830 | 5.6 | 3.6 | 0.99 | 0.33 | 20.5 |
| Leon Powe        | 70 | 7  | 17.5 | .524 | .000 | .689 | 4.9 | 0.7 | 0.34 | 0.54 | 7.7  |
| Gabe Pruitt      | 47 | 0  | 7.8  | .307 | .292 | .810 | 0.9 | 0.8 | 0.32 | 0.06 | 2.0  |
| Rajon Rondo      | 80 | 80 | 33.0 | .505 | .313 | .642 | 5.2 | 8.2 | 1.86 | 0.14 | 11.9 |
| Brian Scalabrine | 39 | 8  | 12.9 | .421 | .393 | .889 | 1.3 | 0.5 | 0.18 | 0.26 | 3.5  |
| Bill Walker      | 29 | 0  | 7.4  | .621 | .000 | .696 | 1.0 | 0.4 | 0.21 | 0.07 | 3.0  |

### Playoffs
| Joueur           | MJ | MC | MPG  | FG%  | 3P%  | FT%   | RPG  | APG | SPG  | BPG  | PPG  |
| ---------------- | -- | -- | ---- | ---- | ---- | ----- | ---- | --- | ---- | ---- | ---- |
| Ray Allen        | 14 | 14 | 40.4 | .403 | .350 | .948  | 3.9  | 2.6 | 1.07 | 0.36 | 18.3 |
| Tony Allen       | 10 | 0  | 6.0  | .500 | .000 | 1.000 | 0.9  | 0.3 | 0.20 | 0.00 | 0.9  |
| Glen Davis       | 14 | 14 | 36.4 | .491 | .000 | .710  | 5.6  | 1.8 | 1.29 | 0.57 | 15.8 |
| Eddie House      | 14 | 0  | 16.6 | .519 | .486 | .909  | 1.4  | 0.9 | 0.79 | 0.00 | 7.7  |
| Stephon Marbury  | 14 | 0  | 11.9 | .303 | .250 | 1.000 | 0.9  | 1.8 | 0.07 | 0.00 | 3.7  |
| Mikki Moore      | 10 | 0  | 6.6  | .500 | .000 | .833  | 1.5  | 0.4 | 0.20 | 0.50 | 1.5  |
| Kendrick Perkins | 14 | 14 | 36.6 | .575 | .000 | .667  | 11.6 | 1.4 | 0.43 | 2.64 | 11.9 |
| Paul Pierce      | 14 | 14 | 39.7 | .430 | .333 | .842  | 5.8  | 3.1 | 1.07 | 0.36 | 21.0 |
| Leon Powe        | 2  | 0  | 12.0 | .429 | .000 | .667  | 4.5  | 0.0 | 0.00 | 0.00 | 5.0  |
| Gabe Pruitt      | 4  | 0  | 2.8  | .000 | .000 | .000  | 0.0  | 0.5 | 0.00 | 0.25 | 0.0  |
| Rajon Rondo      | 14 | 14 | 41.2 | .417 | .250 | .657  | 9.7  | 9.8 | 2.50 | 0.21 | 16.9 |
| Brian Scalabrine | 12 | 0  | 20.5 | .423 | .448 | 1.000 | 2.2  | 1.0 | 0.17 | 0.42 | 5.1  |
| Bill Walker      | 4  | 0  | 2.5  | .000 | .000 | 1.000 | 0.0  | 0.0 | 0.50 | 0.00 | 0.5  |

### Salaires
| Joueur           | Salaire     |
| ---------------- | ----------- |
| Kevin Garnett    | $24,751,934 |
| Ray Allen        | $18,388,430 |
| Paul Pierce      | $18,077,903 |
| Kendrick Perkins | $4,578,880  |
| Brian Scalabrine | $3,206,897  |
| Eddie House      | $2,650,000  |
| Tony Allen       | $2,500,000  |
| Rajon Rondo      | $1,315,080  |
| J. R. Giddens    | $957,120    |
| Leon Powe        | $797,581    |
| Glen Davis       | $711,517    |
| Gabe Pruitt      | $711,517    |
| Bill Walker      | $542,114    |

## Récompenses

### Saison
- L'entraîneur Doc Rivers its nommé entraîneur du mois pour le mois d'octobre-novembre[8].

### All-Star
- Ray Allen est sélectionné pour son 9e NBA All-Star Game.
- Paul Pierce est sélectionné pour son 7e NBA All-Star Game.
- Kevin Garnett est sélectionné pour son 12e NBA All-Star Game.

## Transactions

### Échanges
| 26 juin | Vers les Celtics de BostonBill Walker | Vers les Wizards de WashingtonCompensation financière |

| 17 février | Vers les Celtics de BostonSecond tour de draft pick et compensation financière | Vers les Clippers de Los AngelesSam Cassell |

| 19 février | Vers les Celtics de BostonSecond tour de draft pick | Vers les Trail Blazers de PortlandPatrick O'Bryant |

### Agents libres
| Joueur           | Date de la signature | Ancienne équipe           |
| Patrick O'Bryant | 16 juillet           | Trail Blazers de Portland |
| Tony Allen       | 23 juillet           | Grizzlies de Memphis      |
| Eddie House      | 23 juillet           | Clippers de Los Angeles   |
| Darius Miles     | 22 août              | Pacers de l'Indiana       |
| Sam Cassell      | 29 septembre         | Clippers de Los Angeles   |
| Mikki Moore      | 24 février           | Suns de Phoenix           |
| Stephon Marbury  | 27 février           | Knicks de New York        |

| Joueur           | Date du départ | Nouvelle équipe                |
| P. J. Brown      | 1er juillet    | Hornets de La Nouvelle-Orléans |
| Scot Pollard     | 1er juillet    | Pistons de Détroit             |
| James Posey      | 23 juillet     | Hornets de La Nouvelle-Orléans |
| Darius Miles     | 20 octobre     | Pacers de l'Indiana            |
| Sam Cassell      | 17 février     | Clippers de Los Angeles        |
| Patrick O'Bryant | 19 février     | Trail Blazers de Portland      |